# Arescon platensis
Arescon platensis är en stekelart som först beskrevs av Dmitriy Alekseevich Ogloblin 1957.  Arescon platensis ingår i släktet Arescon och familjen dvärgsteklar. Inga underarter finns listade.